# Тетерино
Тетерино — село у складі міського поселення Клин Клинського району Московської області Російської Федерації.

## Розташування
Село Тетерино входить до складу міського поселення Клин, воно розташовано на березі річки Липня. Найближчі населені пункти Андріанково, Селинське, Василево, Решоткіно. Найближча залізнична станція Клин.

## Населення
Станом на 2010 рік у селі проживало 26 людей